# Ctenota molitrix
Ctenota molitrix là một loài ruồi trong họ Asilidae. Ctenota molitrix được Loew miêu tả năm 1873. Loài này phân bố ở vùng Cổ Bắc giới.